# ولاد الغازي (مصمودة وزان)
ولاد الغازي هو دُوَّار يقع بجماعة مصمودة، إقليم وزان، جهة طنجة تطوان الحسيمة في المملكة المغربية. ينتمي الدوّار لمشيخة فريسيو التي تضم 9 دواوير. يقدر عدد سكانه بـ 563 نسمة حسب الإحصاء الرسمي للسكان والسكنى لسنة 2004.